# Porzellanfabrik Walküre

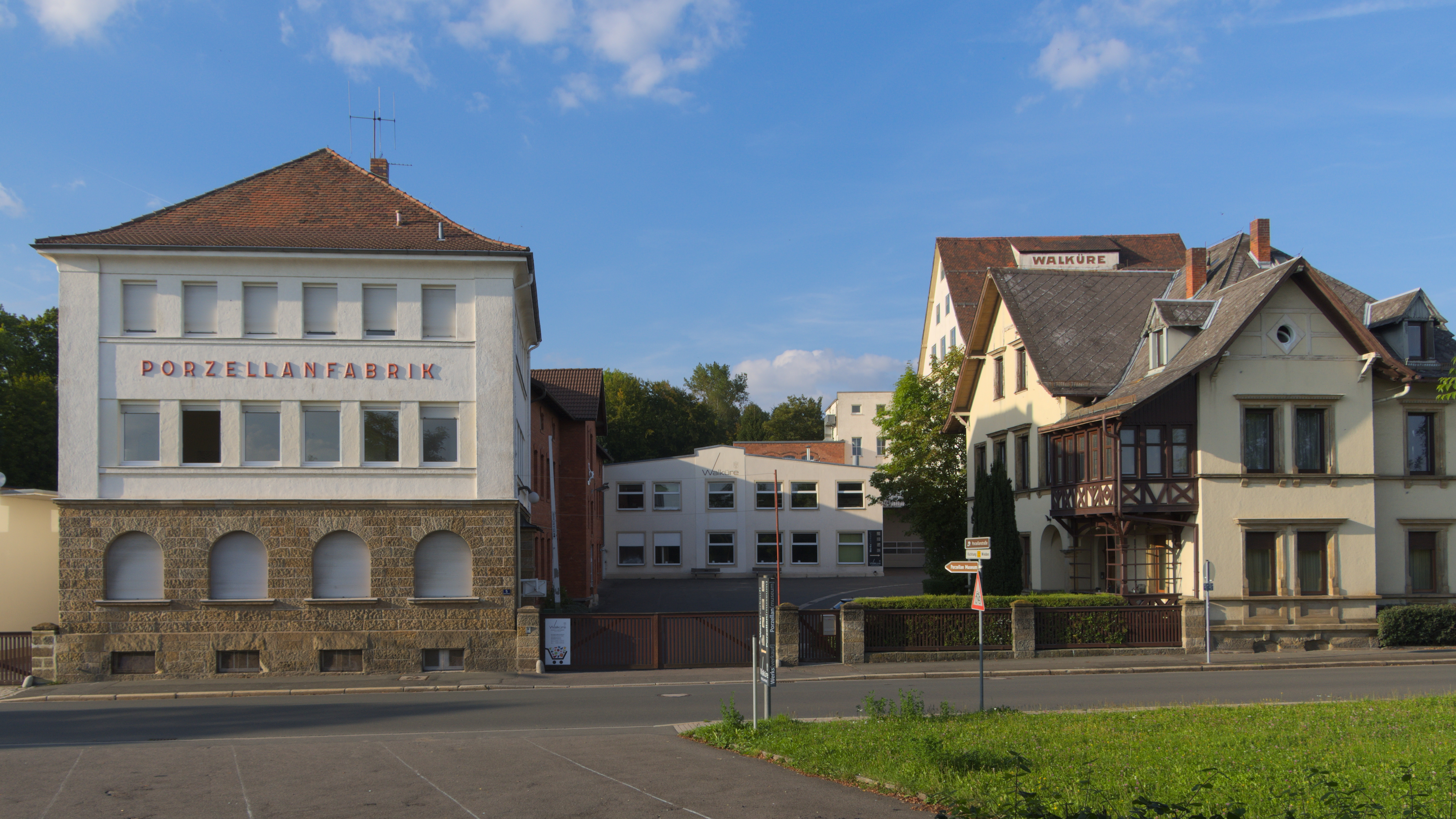
Porzellanfabrik Walküre in der Gravenreutherstraße in Bayreuth, 2014

Die Erste Bayreuther Porzellanfabrik Walküre Siegmund Paul Meyer, bekannt als Porzellanfabrik Walküre, war eine Porzellanfabrik in Bayreuth, die von 1899 bis 2019 bestand. 2020 sicherte sich die Friesland Porzellan GmbH die Rechte an der Marke „Walküre“.

## Geschichte

### Gründung
Der Begründer der Porzellanfabrik, Siegmund Paul Meyer, zog 1890 von Nürnberg nach Bayreuth, um dort als Buchhalter bei dem Tonwaren- und Ofenfabrikanten Seiler zu arbeiten. Sechs Jahre später kaufte er die gut laufende Porzellan- und Glashandlung Georg Bauer in der Kulmbacher Straße 20 und machte sich dort mit einer Porzellanmalerei und einem Einzelhandelsgeschäft selbstständig. Für sein Unternehmen kaufte er weißes Porzellan aus bayerischen und böhmischen Fabriken und dekorierte es, um es später an Privatpersonen weiterzuverkaufen. Dieses Geschäftsmodell war äußerst erfolgreich, sodass sich die Räumlichkeiten in der Kulmbacher Straße bald als zu klein erwiesen. Da ein Anbau an der dortigen Adresse unmöglich war, ließ Meyer 1897 an der Gravenreutherstraße in Bayreuth ein Malereigebäude errichten. Dort wurden ca. 20 Maler angestellt, die Becher, Patenteller, Pokale und andere Porzellanwaren dekorierten.
Aufgrund seines Erfolges entschied sich Meyer schließlich dazu, das Porzellan nicht länger aus anderen Fabriken zu beziehen, sondern es selbst herzustellen. 1899 wurde die Fabrik unter dem Namen „Porzellanfabrik Siegmund Paul Meyer“ gegründet. Zunächst verfügte sie über zwei Rundöfen, später folgte ein dritter.

### Erste Firmenjahre
In den ersten Jahren nach der Gründung widmete man sich vor allem der Steigerung des Bekanntheitsgrades der Firma im In- und Ausland. In verschiedenen Ländern Europas wurden Vertretungen der Porzellanfabrik eingerichtet, um sich die dortigen Märkte zu erschließen. So gab es Anfang des 20. Jahrhunderts Vertretungen unter anderem in der Schweiz, Frankreich, England, den Niederlanden, Russland und Spanien. Außerdem wurden die Produkte bei Ausstellungen und Messen präsentiert, insbesondere auf der Leipziger Messe. Gleichzeitig arbeitete man an der Entwicklung neuer Produktreihen. Besonders bekannt wurde das Unternehmen für seine feuerfesten Koch- und Backgeschirre, die sowohl als Koch- als auch als Serviergeschirr benutzt werden konnten und für ihre Widerstandsfähigkeit bekannt waren. Diese Produkte, die unter der Schutzmarke „Walküre“ vertrieben wurden, entwickelten sich zum Aushängeschild der Firma. 1906 hatte die Porzellanfabrik Siegmund Paul Meyer ca. 200 Mitarbeiter.
Siegmund Paul Meyer galt als besonders fürsorglicher Arbeitgeber, der sich um die Gesundheit und das Wohlergehen seiner Mitarbeiter sorgte. Er ließ Arbeiterwohnungen errichten und gewährte bereits 1910 bezahlten Urlaub. Außerdem installierte er eine Absauganlage, die gefährliche Dämpfe und Stäube im Arbeitsbereich entfernte, um die Gesundheitsrisiken an den Arbeitsplätzen zu reduzieren.
Während des Ersten Weltkrieges war die Lage der Porzellanfabrik angespannt, da nur wenige Arbeiter zur Verfügung standen und es schwierig war, die benötigten Ressourcen zu beziehen. Während der 1920er Jahre stieg die Nachfrage jedoch wieder stetig an, sodass das Unternehmen zeitweise 300 Leute beschäftigte. Die Weltwirtschaftskrise sorgte erneut für eine schwierige Periode in der Firmengeschichte, gemeinsam mit seinem Sohn Rudolf gelang es Meyer jedoch, das Unternehmen erfolgreich durch die Krise zu steuern. Mitte der 1930er Jahre war die Krise überwunden und es wurden Pläne zum Ausbau der Firma gemacht, welche jedoch aufgrund des Zweiten Weltkriegs nicht umgesetzt werden konnten.

### Zweiter Weltkrieg
Während des Zweiten Weltkriegs musste die Produktion der Porzellanfabrik an die Bedürfnisse der Kriegswirtschaft angepasst werden, es wurde insbesondere Stapelware für die Geschädigten von Bomben- und Fliegerangriffen produziert, außerdem auch für die Wehrmacht. Viele der Mitarbeiter, darunter auch Rudolf Meyer, wurde eingezogen, der 75-jährige Firmengründer Siegmund Paul Meyer musste die Firma vorübergehend allein leiten. Als kein Brennmaterial mehr vorhanden war, wurde der Betrieb am 3. März 1945 eingestellt. Nur kurze Zeit später wurde das Betriebsgelände durch die Amerikaner besetzt. Nach Kriegsende erhielt die Porzellanfabrik am 6. Juli 1945 eine neue Firmenzulassung durch die Alliierten, aufgrund des anhaltenden Rohstoffmangels konnte die Produktion jedoch erst im Juni 1946 wieder anlaufen. Bei der Wiederaufnahme der Produktion waren 60 Mitarbeiter in der Porzellanfabrik angestellt.

### Technologischer Wandel
Die mit Holz und Kohle beheizten Rundöfen, die für das Brennen des Porzellans vonnöten waren, stießen während mancher Phasen des Brennens enorme Rauchwolken aus, gelegentlich loderten sogar Flammen aus dem Schornstein. Dies war der Leitung der Bayreuther Festspiele ein Dorn im Auge, da die Rußwolken bei bestimmten Windrichtungen das nahe gelegene Festspielhaus eindeckten. Deshalb wurde die Porzellanfabrik Walküre gebeten, die Öfen während der Aufführungspausen nicht in Betrieb zu nehmen. 1959 wurde schließlich ein moderner Tunnelofen gebaut werden, der das Rauchproblem behob. Anfang 1980 wurden die Produktionsanlagen erneut erweitert und modernisiert, unter anderem durch eine Isostatische Presse. 1990 wurde schließlich eine Fluoradsorptionsanlage erworben, die alle Abgase der Öfen so reinigte, dass die ausgestoßene Luft komplett sauber war.
2003 wurde ein neues lasergesteurtes automatisiertes Dekorzentrum eingerichtet. In diesem Jahr waren 120 Mitarbeiter bei der Porzellanfabrik angestellt.

### Spezialisierung auf Hotellerie und Gastronomie
Ab den 1980er Jahren konzentrierte sich die Porzellanfabrik Walküre zunehmend auf den Profibereich und produzierte für Hotels, Gastronomie, Kantinen und Kreuzfahrtschiffe. Zu den Kunden zählten unter anderem Vapiano, AIDA Cruises, das Café Landtmann in Wien oder das Hilton-Hotel in München. Im Jahr 2008 zählte das Unternehmen zu den zehn größten Anbietern von Hotelporzellan auf dem Weltmarkt. Die Produkte wurden weltweit verkauft, die Schwerpunkte im Export lagen insbesondere in Europa, Nordamerika, Japan, Hongkong und Israel.

### Insolvenz
In den 2010er Jahren gingen die Aufträge und der Umsatz des Unternehmens zunächst schleichend zurück. 2019 verschlechterte sich die Auftragslage deutlich, da größere Aufträge verschoben worden waren, sodass zeitweise Kurzarbeit angeordnet wurde. Auch kam es zu Häufungen von Qualitätsmängeln in der Produktion. Anfang August 2019 wurde der Insolvenzantrag gestellt, mit Hilfe eines Eigenverwaltungsverfahrens sollte das Unternehmen neu aufgestellt werden, den beiden Geschäftsführern wurden ein Sanierungsgeschäftsführer und ein Sachwalter zur Seite gestellt. Es kam zu ersten Entlassungen, dennoch lief der Geschäftsbetrieb zunächst weiter. Im Oktober wurden schließlich 46 der zu diesem Zeitpunkt noch 72 Mitarbeiter entlassen. Nachdem die Suche nach einem Investor gescheitert war, wurde der Betrieb vollständig eingestellt und die verbliebenen Mitarbeiter freigestellt. Das Insolvenzverfahren in Eigenverwaltung wurde Ende des Jahres 2019 in eine Regelinsolvenz überführt.

### Friesland Porzellan GmbH
Mit der Insolvenz der Porzellanfabrik Walküre sicherte sich die Friesland Porzellan GmbH die Rechte an der Marke „Walküre“ und mehreren Produktserien, die sie aus der Insolvenzmasse erwarb. Ziel war es, dadurch die eigene Position im Bereich Hotellerie und Gastronomie zu stärken. Teil der Vereinbarung war auch, dass die vorherigen Walküre-Eigentümer, die Familie Meyer, bei bestimmten Fragen als Berater tätig sein würden. Die Walküre-Produkte werden nun im Friesland-Werk in Varel hergestellt.

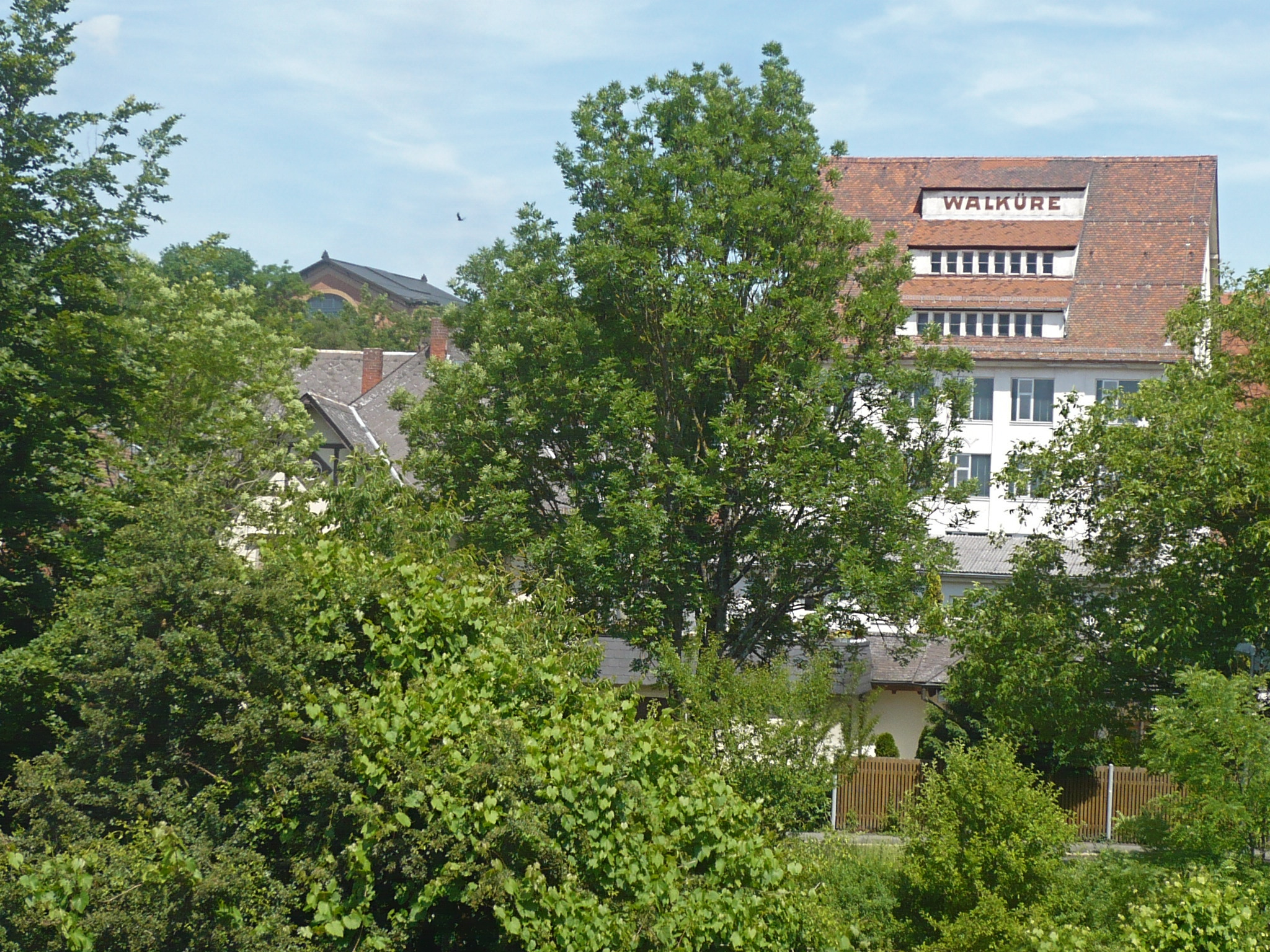
Das Betriebsgelände der Porzellanfabrik Walküre in unmittelbarer Nähe des Festspielhauses (links)

## Firmenname
Bei der Gründung der Porzellanfabrik im Jahr 1899 trug diese zunächst den Firmennamen „Porzellanfabrik Siegmund Paul Meyer“. 1920 wurde in Bayreuth eine weitere Porzellanfabrik mit dem Namen „Bayreuther Porzellanfabrik Emil Schlegel AG“ gegründet. Siegmund Paul Meyer befürchtete, dass die neugegründete Fabrik unter dem Namen „Bayreuther Porzellanfabrik“ bekannt werden könnte und seine Firma als alteingesessenes Unternehmen seine Bekanntheit als Bayreuther Firma verlieren könnte. Bei einer Gesellschaftsumstrukturierung 1920 wurde der Name der Firma deshalb zu „Erste Bayreuther Porzellanfabrik Walküre Siegmund Paul Meyer GmbH“ geändert. Der Name „Walküre“ verweist auf die gleichnamige Oper des Komponisten Richard Wagner und erinnert daran, dass die Porzellanfabrik nur wenige Gehminuten vom Bayreuther Festspielhaus entfernt liegt. Zunächst war dies nur der Name des feuerfesten Ofengeschirrs, für das die Firma besonders bekannt wurde.

## Porzellanmuseum
Auf dem Gelände der Fabrik war zudem das „Porzellanmuseum Walküre“ eingerichtet. In diesem konnten sich die Besucher über Porzellan im Wandel der Zeit (1899–1999), insbesondere im Bereich der Gästebewirtung, informieren. Das Museum war in vier Abschnitte unterteilt, die das Porzellan in verschiedenen Kontexten zeigten: einem großbürgerlichen Wohnhaus aus dem Jahr 1899, einem Bahnhofsrestaurant der 1920er Jahre, einer Hotelterrasse der 1950er Jahre und einer modernen Bar aus dem Jahr 1999.
Auf dem Werksgelände befand sich zudem ein Fabrikverkauf.

## Geschäftsführer
- 1899–?: Siegmund Paul Meyer (1866–1944)
- ?–1970: Rudolf Meyer (1906–1983)
- 1970–2015: Rudolf Meyer jun. (* 1940), ab 1988 gemeinsam mit seiner Ehefrau Maria Meyer[17][18]
- 2009–2019: Siegmund Meyer + Wolfgang Meyer[19]